# Konståret 1919

## Händelser

### Okänt datum
- Pallas konstskola grundades i Estland.
- The New School for Social Research grundades i USA.
- Gotthard Widing tar över hyreskontraktet av Sjövillan efter Smedsuddskoloristerna.
- Ivar Johnssons skulptur Flickan och sjötrollen placeras i Kungsparken i centrala Göteborg.
- Max Ernst grundar en dadagrupp i Köln.
- Värmlands konstnärsförbund bildades.

## Verk
- Aleksandra Ekster – Stad nattetid
- Elsa von Freytag-Loringhoven – Porträtt av Marcel Duchamp

## Födda
- 19 januari – Joan Brossa (död 1998), spansk poet, författare, dramatiker, och konstnär.
- 31 januari – Annika Tretow (död 1979), svensk skådespelare och konstnär.
- 11 februari – Rolf Bergh (död 2005), svensk arkitekt.
- 2 mars – Maria Lindberg  (död 1999) var en svensk textilkonstnär och målare.
- 10 april – Lars Kemner (död 2007), svensk konstnär.
- 22 april – Stig Alyhr (död 1995), svensk konstnär.
- 24 april – César Manrique (död 1992), spansk konstnär och arkitekt.
- 27 april – Erik Olsson (död 2006), svensk grafiker, tecknare och konservator.
- 30 april – Åke Hodell (död 2000), svensk sridspilot, poet, text-ljudkompositör och konstnär.
- 12 juni – Brita Molin (död 2008), svensk grafiker och konstnär.
- 17 juli – Herbert Gentry (död 2003), afroamerikansk konstnär.
- 26 juli – Elinborg Lützen (död 1995), färöisk grafiker.
- 31 augusti – Liss Eriksson (död 2000), svensk skulptör.
- 16 september – Gunnel Frieberg (död 2010), svensk skulptör.
- 29 september – Vladimír Vašíček (död 2003), tjeckisk målare.
- 17 november – Acke W Ekelund, (död 1989), svensk konstnär (tecknare och grafiker).
- 19 november – Axel Olsson (död 2001), svensk målare, tecknare och skulptör.
- 1 december – Lise Drougge, svensk författare, dramatiker och bildkonstnär.

## Avlidna
- 22 januari - Carl Larsson (född 1853), svensk konstnär.
- 29 januari - Richard Bergh (född 1858), svensk konstnär
- 29 januari - Caleb Althin (född 1866), svensk konstnär.
- 5 februari  - William Michael Rossetti (född 1829),  brittisk författare och konstkritiker.
- 24 mars - Franz Metzner (född 1870), tysk skulptör.
- 2 maj - Evelyn De Morgan (född 1855), brittisk målare.
- 14 augusti - Gösta Sandels (född 1887), svensk målare.
- 3 december - Pierre-Auguste Renoir (född 1841), fransk målare och skulptör.